# بایک (مینه‌سوتا)
بایک (به انگلیسی: Buyck) یک منطقهٔ مسکونی در ایالات متحده آمریکا است که در شهرستان سنت لوئیس، مینه‌سوتا واقع شده‌است. بایک ۱۰ نفر جمعیت دارد و ۳۷۱٫۸۶ متر بالاتر از سطح دریا واقع شده‌است.